# Сидори (Кезький район)
Си́дори (рос. Сидори) — присілок в Кезькому районі Удмуртії, Росія.
Населення — 11 осіб (2010; 19 в 2002).
Національний склад станом на 2002 рік:
- росіяни — 100 %

Урбаноніми:
- вулиці — Садова